# Tommaso Zafferani
Tommaso Zafferani (sinh ngày 19 tháng 2 năm 1996) là một cầu thủ bóng đá người San Marino hiện tại thi đấu cho La Fiorita.
Anh ra sân cho Đội tuyển bóng đá quốc gia San Marino và ra mắt năm 2016.